# Juan Cruz Labeaga Mendiola
Juan Cruz Labeaga Mendiola (Viana, 16 de enero de 1939 - Viana, 14 de junio de 2025) fue un sacerdote e investigador español, doctor en Historia del Arte, autor de numerosos estudios arqueología, historia, arte, etnografía sobre Viana y Sangüesa.

## Biografía
De vocación sacerdotal temprana, con 15 años ingresa en el Seminario Metropolitano de Pamplona donde permanece estudiando entre 1954-1965 completando su formación en el Conservatorio de Pablo Sarasate (1960-1965) realizando estudios musicales con profesores como Fernando Remacha y Miguel Echeveste Arrieta.
Siendo ya presbítero y organista es destinado como coadjutor a las parroquias de Sangüesa donde permanece durante 37 años (1965-2002). En 2002 es destinado a Viana donde presta su ayuda en las tareas parroquiales y desempeña su labor sacerdotal como capellán de la residencia de ancianos.
Durante estos años realiza la licenciatura en Geografía e Historia en la Universidad de Navarra y después el doctorado especializándose en Arqueología e Historia del Arte. Su memoria de licenciatura, Carta arqueológica del término municipal de Viana, será dirigida por su profesor Enrique Vallespí Pérez. En 1985 publica su tesis doctoral en Historia del Arte, Viana monumental y artística, dirigida por María Concepción García Gaínza.
Fue miembro de la Ateneo Navarro, Amigos de los Órganos de Navarra, Instituto de Estudios Riojanos, Grupo Cultural Enrique II Albret, Centro de Estudios Tierra Estella, Sociedad de Estudios Vascos y el Grupo Etniker. Dirigió la revista Zangotzarra. Fue durante 1991-1995 miembro del Consejo Navarro de Cultura y director de la revista Cuadernos de Etnología y Etnografía de Navarra.

## Obras
Su actividad investigadora se ha centrado casi siempre en Viana y en Sangüesa abarcando una temática variada. Es autor de unos 30 libros, de 42 comunicaciones a congresos y de 150 artículos aparecidos en revistas especializadas. Destacan entre sus libros fundamentalmente:
- 1976. Carta arqueológica del término municipal de Viana (Navarra). Memoria de licenciatura publicada por la Diputación Foral de Navarra, 260 págs. ISBN 978-84-235-0048-2.[2]
- 1984. Viana monumental y artística. Tesis doctoral publicada por el Gobierno de Navarra, 494 págs. ISBN 978-84-235-0659-0.[3]
- 1990. La obra de Luis Paret en Santa María de Viana. Gobierno de Navarra, 146 págs. ISBN 978-84-235-0922-5.[4]
- 1994. Sangüesa. Gobierno de Navarra, col. Panorama nº 22, 74 págs. ISBN 978-84-235-1325-3[5]
- 1996. Banda municipal de Sangüesa. Ayuntamiento de Sangüesa, 168 págs.[6]
- 1998. Almadías en Navarra. Merindad de Sangüesa. Gobierno de Navarra, 322 págs. ISBN 978-84-235-1089-4.
- 1999. Juan Francés de Iribarren, compositor (1699-1767). Ayuntamiento de Sangüesa - Coral Nora. ISBN 84-605-9835-7.[7]
- 2000. Santa María la Real de Sangüesa. Joya del románico navarro. Edilesa, 64 págs.[8]
- 2001. Santa María de Viana. Joya del Camino de Santiago. Edilesa, 64 págs. ISBN 84-8012-350-8.[9]
- 2006. Viana. Gobierno de Navarra, col. Panorama, nº 37, 104 págs. ISBN 978-84-235-2850-9.[10]

## Premios y homenajes
- En 2004 fue nombrado Cronista Oficial de Sangüesa
- En 2005 fue nombrado Almadiero de Oro en Burgui.